# Боби Деол
Виджай Сингх Деол (на английски: Vijay Singh Deol, хинди: विजय सिंह देओल) по-известен като Боби Деол е индийски киноактьор. Синът на актьор Дхармендра и брат на Съни Деол.

## Биография
Роден е на 27 януари 1969 г. в семействота на Боливуд звездата Дхармендра и съпругата му Пракаш Каур. Той е по-малкият брат на Съни, има и 2 сестри Виджацта и Аджита, които живеят в Калифорния. Неговата втора майка е Хема Малини, чрез която има по баща 2 полусестри, актрисата Еша и Ахана. Неговият братовчед Абхай също е актьор.
През 2001 г. се ражда първият му син Арияман. През 2004 г. се ражда вторият му син Дхарам.
За кратко се появява като детски актьор във филма „Дхарм-Веер“.

## Филмография
- Дхарм-Веер (Dharm Veer) (1977) – млад Дхарм
- Дъжд (Barsaat) (1995) – Бадал
- Тайна: Скритият истина (Gupt: The Hidden Truth) (1997) – Сахил Синха
- И любовта се случи (Aur Pyaar Ho Gaya) (1997) – Боби Оберой
- Довереник (Humraaz) (2002) – Радж Синхания
- Танго Чарли (Tango Charlie) (2005) – Сепой Тарун Чаухан
- Герои (Heroes) (2008) – Дхананджай „ДиДжей“ Шергил
- Дружба (Dostana) (2008) – Абхиману Синх
- Помогне (Help) (2010) – Вик
- Луда семейство (Yamla Pagla Deewana) (2011) – Гажодхар Синх / Карамвир Синх Дхилон
- Благодаря ти (Thank you) (2011) – Радж Малхотра
- Играчи (Players) (2012) – Рони Гревал

## Награди и номинации
- 1996 – Най-добър дебют (Мъж) – Дъжд
- 2003 – Най-добър актьор – Довереник – номиниран